# 今村佳太
今村 佳太（いまむら けいた、1996年1月25日 - ）は、日本の男子プロバスケットボール選手である。ポジションはSG/SF。Bリーグ1部の名古屋ダイヤモンドドルフィンズ所属。新潟県長岡市出身。

## 来歴
長岡市立東北中学校から長岡工業高校へ長岡工業高校から新潟経営大学に進み、大学4年で新潟アルビレックスBBに加入。
2018年8月、2018年バンコクアジア大会の日本代表に選ばれたが、大会期間中の問題行動により、日本オリンピック委員会より他3名の選手たちと共に日本選手団認定を取り消され帰国を命じられた。。以降、１年間の公式試合出場資格停止処分、所属クラブからの社会奉仕活動への無期限従事などの処分を受ける。12月には所属する新潟アルビレックスBBが「早期復帰を願う署名活動」を始めたが、「署名に多数の賛同を得た一方、また多くの厳しいご意見をいただいた」として署名運動を４日間で中止した。
2019年4月11日、裁定委員会から日本バスケットボール協会に復権が妥当とする答申が出され、協会の理事会での決議を経て、他選手らとともに処分解除が決まった。
2020年オフ、琉球ゴールデンキングスへ移籍。
2021年、アジアカップ予選に出場する日本代表候補に再度選出される。
2023年2月22日、SNSにて結婚と第一子の誕生を報告。
2023年5月28日、琉球ゴールデンキングスとして「日本生命 B.LEAGUE FINALS 2022-23」に出場し、チームの年間優勝に貢献する。
2024年6月28日、名古屋ダイヤモンドドルフィンズへ移籍。

## 日本代表歴
FIBAワールドカップ2023アジア予選Window2のチャイニーズ・タイペイ戦で初出場。